# Hornblad-familien
Ceratophyllum er givet sin egen familie, Hornblad-familien (Ceratophyllaceae) og i nyere systemer også sin egen orden Ceratophyllales. Familien har kun én slægt, nemlig den her nævnte:
| Slægter |

- Hornblad (Ceratophyllum)